# Llista de topònims de la Pobla de Mafumet
Llista de topònims (noms propis de lloc) del municipi de la Pobla de Mafumet, al Tarragonès
Informació actualitzada per un bot. Els canvis manuals es perdran quan s'actualitzi!

## casa
| imatge | Nom         | Ubicat a            | instància de | Detalls                     | coordenades                                         | Protecció                   | Commons (més fotos)               | Dades a WD                    |
| ------ | ----------- | ------------------- | ------------ | --------------------------- | --------------------------------------------------- | --------------------------- | --------------------------------- | ----------------------------- |
|        | Casa Manent | la Pobla de Mafumet | casa         | Estil: arquitectura popular | 41° 11′ 16″ N, 1° 12′ 38″ E / 41.187647°N,1.21047°E | bé cultural d'interès local | Casa Manent (la Pobla de Mafumet) | Modifica les dades a Wikidata |
|        | Casa Vallvé | la Pobla de Mafumet | casa         | Estil: arquitectura popular | 41° 11′ 16″ N, 1° 12′ 38″ E / 41.1879°N,1.21052°E   | bé cultural d'interès local |                                   | Modifica les dades a Wikidata |

## masia
| imatge | Nom               | Ubicat a            | instància de | Detalls                           | coordenades                                                                                    | Protecció | Commons (més fotos) | Dades a WD                    |
| ------ | ----------------- | ------------------- | ------------ | --------------------------------- | ---------------------------------------------------------------------------------------------- | --------- | ------------------- | ----------------------------- |
|        | Cal Foix          | la Pobla de Mafumet | masia        | Estil: arquitectura eclèctica     | 41° 11′ 16″ N, 1° 12′ 34″ E / 41.1878058853066°N,1.20948619925352°E ca:Carrer dels Màrtirs, 14 |           |                     | Modifica les dades a Wikidata |
|        | Casa Balei        | la Pobla de Mafumet | masia        |                                   | 41° 11′ 17″ N, 1° 12′ 41″ E / 41.1880229331109°N,1.21128074167798°E                            |           |                     | Modifica les dades a Wikidata |
|        | Mas Blau          | la Pobla de Mafumet | masia        |                                   | 41° 11′ 20″ N, 1° 13′ 07″ E / 41.1890106596259°N,1.21863464705603°E                            |           |                     | Modifica les dades a Wikidata |
|        | Mas de Balcells   | la Pobla de Mafumet | masia        |                                   | 41° 11′ 26″ N, 1° 13′ 01″ E / 41.1904900883931°N,1.21703248872359°E                            |           |                     | Modifica les dades a Wikidata |
|        | Mas de Jofrè      | la Pobla de Mafumet | masia        |                                   | 41° 11′ 20″ N, 1° 11′ 37″ E / 41.1887540604324°N,1.19349454916656°E                            |           |                     | Modifica les dades a Wikidata |
|        | Mas de Montserrat | la Pobla de Mafumet | masia        |                                   | 41° 11′ 22″ N, 1° 12′ 49″ E / 41.1894450090465°N,1.21353139908196°E                            |           |                     | Modifica les dades a Wikidata |
|        | Mas de Vallets    | la Pobla de Mafumet | masia        |                                   | 41° 11′ 34″ N, 1° 11′ 11″ E / 41.192875°N,1.18635833°E 124 msnm                                |           |                     | Modifica les dades a Wikidata |
|        | el Tancat         | la Pobla de Mafumet | masia        |                                   | 41° 11′ 04″ N, 1° 12′ 38″ E / 41.1843923960921°N,1.21066419535488°E                            |           |                     | Modifica les dades a Wikidata |
|        | mas Blanc         | la Pobla de Mafumet | masia        | Estil: historicisme arquitectònic | 41° 10′ 45″ N, 1° 12′ 28″ E / 41.1793°N,1.20766°E                                              |           |                     | Modifica les dades a Wikidata |

## polígon industrial
| imatge | Nom                        | Ubicat a            | instància de       | Detalls | coordenades                                                         | Protecció | Commons (més fotos) | Dades a WD                    |
| ------ | -------------------------- | ------------------- | ------------------ | ------- | ------------------------------------------------------------------- | --------- | ------------------- | ----------------------------- |
|        | Polígon industrial La Coma | la Pobla de Mafumet | polígon industrial |         | 41° 11′ 11″ N, 1° 12′ 49″ E / 41.1864927664487°N,1.2136712832966°E  |           |                     | Modifica les dades a Wikidata |
|        | la Refineria               | la Pobla de Mafumet | polígon industrial |         | 41° 11′ 28″ N, 1° 13′ 31″ E / 41.1910857068848°N,1.22526781752103°E |           |                     | Modifica les dades a Wikidata |

## Misc
| imatge | Nom                                      | Ubicat a                             | instància de                                   | Detalls                                               | coordenades                                                                                               | Protecció                   | Commons (més fotos)                                  | Dades a WD                    |
| ------ | ---------------------------------------- | ------------------------------------ | ---------------------------------------------- | ----------------------------------------------------- | --- | --------------------------- | ---------------------------------------------------- | ----------------------------- |
|        | Francolí                                 | Conca de Barberà Alt Camp Tarragonès | curs d'aigua                                   | Desemboca: mar Mediterrània Llarg: 60km Conca: 838km² | 41° 23′ 56″ N, 1° 03′ 08″ E / 41.398944°N,1.052333°E 41° 06′ 24″ N, 1° 13′ 39″ E / 41.106639°N,1.227446°E |                             | Francolí River                                       | Modifica les dades a Wikidata |
|        | Sant Joan de la Pobla de Mafumet         | la Pobla de Mafumet                  | església                                       | Estil: barroc                                         | 41° 11′ 15″ N, 1° 12′ 38″ E / 41.187418°N,1.210553°E                                                      | bé cultural d'interès local | Església de Sant Joan Baptista (la Pobla de Mafumet) | Modifica les dades a Wikidata |
|        | casa consistorial de la Pobla de Mafumet | la Pobla de Mafumet                  | casa consistorial                              |                                                       | 41° 11′ 16″ N, 1° 12′ 34″ E / 41.1876673°N,1.2093306°E                                                    |                             |                                                      | Modifica les dades a Wikidata |
|        | la Pobla de Mafumet                      | la Pobla de Mafumet                  | entitat singular de població capital municipal | 4127 hab                                              | 41° 11′ 00″ N, 1° 13′ 00″ E / 41.18333°N,1.21667°E 106 msnm                                               |                             |                                                      | Modifica les dades a Wikidata |